# 러빙 유 (1957년 영화)
《러빙 유》(Loving You)는 1957년 테크니컬러 뮤지컬 드라마로 엘비스 프레슬리가 처음 주역으로 기용된 영화다. 그는 전년도 흑백 영화 《러브 미 텐더》에서 조역을 맡아 은막에 데뷔했다. 할 캔터가 감독했고 리자베스 스콧, 웬델 코레이, 자신의 영화 데뷔작이 되는 돌로레스 하트가 출연했다.
줄거리는, 음악 출판업자 겸 컨트리 웨스턴 뮤지션에게 발굴된 한 배달부를 얘기하며, 그 출판업자는 그를 재능 있는 신인으로 홍보하려고 한다. 이 이야기는 하버트 베이커와 할 캔터가 쓴 각본으로, "미치 밀러의 부름(A Call from Mitch Miller)이라는 단편에 기초를 두고 있다. 캔터는 프레슬리의 《루이지에나 헤이라이드》 마지막 출연 및 매니저 톰 파커 대령의 익살적 행동에 영감을 얻어 각본을 확장했다.
《러빙 유》는 1957년 7월 9일에 전국 개봉했고 박스 오피스 성공작이었다. 파라마운드 픽처스는 개봉관 체계를 무시하고 지역 영화관에서 재개봉을 하기로 했다. 이 체계는 후일 "프레슬리 패턴"으로 이름 붙여지게 된다. 제리 리버와 마이크 스톨러가 작곡한 프레슬리의 싱글 〈(Let Me Be Your) Teddy Bear〉 및 그 뒷면의 〈Loving You〉는 미국 음반 산업 협회로부터 플래티넘 인증을 받았다.

## 출연

### 주연
- 와이어트 러셀
- 요한 필립 애스백
- 보킴 우드바인

### 조연
- 제이콥 앤더슨
- 이아인 드 케스트카
- 존 마가로

## 기타
- 총괄프로듀서: 조 번